# Georg "Girre" Ericsson
Georg "Girre" Ericsson, född 16 februari 1922, död 2009, var en svensk fotbollsspelare, främst känd för att ha spelat i Kalmar FF i allsvenskan under 1950-talet. Moderklubb Påryd IF, senare IFK Påryd. Georg var storebror till fotbollsspelaren Evert Ericsson, som även han spelade för Kalmar FF i allsvenskan under samma tid. 

## Karriär
Ericssons karriär i Kalmar FF sträckte sig mellan 1944 och 1955. "Girre" Ericsson var Kalmar FFs bästa målgörare tre säsonger i rad under säsongerna 1947/48 (13 mål i Div II) 48/49 (13 mål i Div II) och 49/50 (8 mål i allsvenskan). Han spelade fyra säsonger i allsvenskan mellan 1949 och 1955. Totalt i allsvenskan blev det 73 matcher och 14 mål. Mot slutet av karriären blev Ericsson lagkapten i Kalmar FF efter det att Gunnar Svensson lagt skorna på hyllan 1952. 

## Spelstil
Ericssons spelstil var den tillbakadragne och slitstarka grovjobbarens. Han var även känd för ett distinkt och starkt distansskott som han ofta chansade med. 

## Övrigt
Ericsson jobbade som lokförare vid sidan av fotbollen och hade ibland svårt att närvara vid träningar och matcher på grund av jobbet.